# Monodispersione

Ammasso monodisperso

Degli ammassi di oggetti sono definiti monodispersi, o monodimensionali, se essi possiedono la stessa dimensione, e forma nel caso delle particelle, e la massa stessa, nel caso di polimeri. Un campione di oggetti che hanno una dimensione inconsistente, forma e distribuzione di massa sono chiamati polidispersi.
Ammassi monodispersi possono essere facilmente creati attraverso l'utilizzo di sintesi "basati su modello" (template-based), un comune metodo di sintesi in nanotecnologia. I polimeri monodispersi sono in genere creati attraverso processi naturali.

## Polimeri
Il termine viene usato per le catene del polimero formato da polimerizzazione anionica, un metodo che risulta in catene della stessa lunghezza. In natura il catalizzatore utilizzato per iniziare le catene è anionico. La tecnica è nota anche come polimerizzazione vivente. È usata commercialmente per la produzione di polimeri a blocchi.